# Fortuna Sittard (piłka nożna kobiet)
Fortuna Sittard – holenderski klub piłki nożnej kobiet, mający siedzibę w mieście Sittard, na południu kraju, występujący od sezonu 2022/23 w rozgrywkach Vrouwen Eredivisie.

## Historia
Chronologia nazw:
- 2007: Fortuna Sittard

Kobieca drużyna piłkarska Fortuna Sittard została założona w Sittard w 2022 roku jako kobieca sekcja klubu Sc Heerenveen, a decyzja o utworzeniu sekcji została ogłoszona jeszcze w styczniu 2022. Chociaż już w czerwcu 2012 roku drużyna kobieca pod tą samą nazwą Fortuna Sittard rozpoczęła działalność, ale jako inny klub. Nowemu klubowi udało się przejąć drużynę od RKTSV z Kerkrade. Od sezonu 2015/2016 ta kobieca drużyna grała już jako Fortuna '54.
W sezonie 2022/23 drużyna startowała w profesjonalnych rozgrywkach Vrouwen Eredivisie. W debiutowym sezonie zespół zajął trzecie miejsce.

## Barwy klubowe, strój, herb, hymn
|  |  |

Klub ma barwy żółto-zielone. Piłkarki domowe spotkania zazwyczaj grają w żółtych koszulkach, zielonych spodenkach oraz żółtych getrach.

## Sukcesy

### Trofea międzynarodowe
Do chwili obecnej klub jeszcze nigdy nie zakwalifikował się do rozgrywek europejskich.

### Trofea krajowe
| \| \| Zdobyte trofea w rozgrywkach Holandii (stan na: 31-05-2023) \| |                                                             |      |          |
| Rozgrywki                                                            | Osiągnięcie                                                 | Razy | Sezon(y) |
| Mistrzostwo                                                          | I miejsce                                                   | 0    |          |
| Mistrzostwo                                                          | II miejsce                                                  | 0    |          |
| Mistrzostwo                                                          | III miejsce                                                 | 1    | 2022/23  |
| Puchar                                                               | zdobywca                                                    | 0    |          |
| Puchar                                                               | finalista                                                   | 0    |          |
| Puchar                                                               | ćwierćfinalista                                             | 1    | 2022/23  |
| II liga                                                              | I miejsce                                                   | 0    |          |
| II liga                                                              | II miejsce                                                  | 0    |          |
| II liga                                                              | III miejsce                                                 | 0    |          |
| Holandia                                                             | Zdobyte trofea w rozgrywkach Holandii (stan na: 31-05-2023) |      |          |

## Poszczególne sezony

### Rozgrywki międzynarodowe

#### Europejskie puchary
Nie uczestniczył w rozgrywkach europejskich.

### Rozgrywki krajowe
| \| Holandia \| Bilans występów klubu w rozgrywkach piłkarskich Holandii (Stan na 31 maja 2023 r.) \| \| |                                                                                    |        |       |   |   |   |    |    |     |            |        |        |      |
| Poziom                                                                                                  | Rozgrywki                                                                          | Sezony | Mecze | Z | R | P | B+ | B– | Pkt | Lata       | Awanse | Spadki | Naj. |
| I | Hoofdklasse / Eredivisie                                                           | 1      |       |   |   |   |    |    |     | od 2022/23 | 0      | 0      | 3    |
| II | Topklasse                                                                          | 0      |       |   |   |   |    |    |     |            |        |        |      |
| III | Hoofdklasse                                                                        | 0      |       |   |   |   |    |    |     |            |        |        |      |
| | Puchar Holandii                                                                    | 1      |       |   |   |   |    |    |     | od 2022/23 | 0      | 0      | 1/4  |
| Holandia                                                                                                | Bilans występów klubu w rozgrywkach piłkarskich Holandii (Stan na 31 maja 2023 r.) |        |       |   |   |   |    |    |     |            |        |        |      |

## Piłkarki, trenerzy, prezydenci i właściciele klubu

### Trenerzy
- od 07.2022:  Roger Reijners

## Struktura klubu

### Stadion
Drużyna rozgrywa swoje mecze domowe w Sittardzie na stadionie Fortuna Sittard, który może pomieścić 12.800 widzów.

## Kibice i rywalizacja z innymi klubami

### Derby
- Roda JC Kerkrade
- RKTSV